# Panulena perrugosa
Panulena perrugosa fue una especie de molusco gasterópodo de la familia Helicarionidae en el orden de los Stylommatophora.

## Distribución geográfica
Fue  endémica de la Isla Norfolk.